# أوماجا
إدوارد فاتو Edward Fatu  (ولد في 28 مارس 1973)و توفي (4 ديسمبر 2009)، مصارع أمريكي محترف ينتمي إلى العائلة السموائية، يشتهر بشكل أكبر باسمه في الحلبات "جمال" Jamal و"إمكو Ekmo، وبعدها أوماجا Umaga، كان مسجلآ لصالح شركة المصارعة العالمية الترفيهية (WWE)، توفي عام 2009 بسبب انسداد قصبة في القلب وهو أخو الأسطورة ريكيشي وهو بطل التاج تيم وبطل القارات وأشهر عداواته مع جون سينا

## بداية حياته
ولد فاتو في جزيرة سموا الأمريكية، وهو عضو من عائلة «هكاء» المشهورة للمصارعة،

## مسيرته المهنية

### المصارعة الترفيهية العالمية / اتحاد المصارعة العالمية (2003-2002)
تدرب فاتو ليصبح مصارعًا محترفًا في مدرسة هكاء سموا، التي كانت تدار بواسطة عمه، في 1995 انتهت فترة تدريبه وبدأ مسيرته في شركة «وورلد إكستريم رسلينع» World Xtreme Wrestling أي (WXW)، وفي السنة الاحقة تم نقل فاتو وقريبه «مات» إلى اتحاد المصارعة العالمية (WWF)، والتقى مع أخيه وكونوا فريقًا تحت اسم «فتيان الجزيرة» Island Boyz وفي سنة 2002 تم تجديد هذا الفريق في شركة المصارعة الترفيهية العالمية (WWE)، ولم يصمد الفريق إلا سنة فانتهى عقد «جمال» في WWE في يوليو 2003.

### شركة TNA سنة (2003)
بعد إخراجه من شركة WWE غير فاتو اسمه في الحلبات إلى «إمكو»، وعمل في شركة مصارعة تي إن إيه (TNA) يوليو ونوفمبر 2003 وفي هذا الوقت تشارك في فريق مع «سوني سايكي» Sonny Siaki، وتعادى هذا الفريق مع فريق «أمريكا موست وونتد» America Most Wanted المكون من «جيمس ستورم» James Storm و«كريس هاريس» Chris Harris، انتهى وقت الفريق في هذه الشركة فقرروا السفر والعمل في اليابان.

### شركة اليابان للمصارعة الحرة (2003-2004)
غادر فاتو شركة (TNA) إلى شركة «أول جابان برو رسلينغ» All Japan Pro Wrestling وهنا استخدم الاسم «جمال»، ولا زال يلعب بطريقة الفرق فتشارك في البداية في فريق لم يدم طويلاً مع «جستن كردبل» Justin Credible ثم مع «تايو كي» Taiyō Kea، واستطاع مع الأخير الحيازة على البطولة العالمية الموحدة للفرق في هذه الشركة.

### العودة إلى WWE الفترة (2005)
في ديسمبر 2005 أعاد فاتو التسجيل مع شركة المصارعة الترفيهية العالمية (WWE) واشترك في فريق مع «مات أنوي» ولكنهم كانوا يصارعون خلف الكواليس في القسم «رو» Raw ولكن شريكه في الفريق خرج من الشركة ولم يستطع الظهور في العرض الرئيسي.

#### «راو» الفترة (2006-2008)

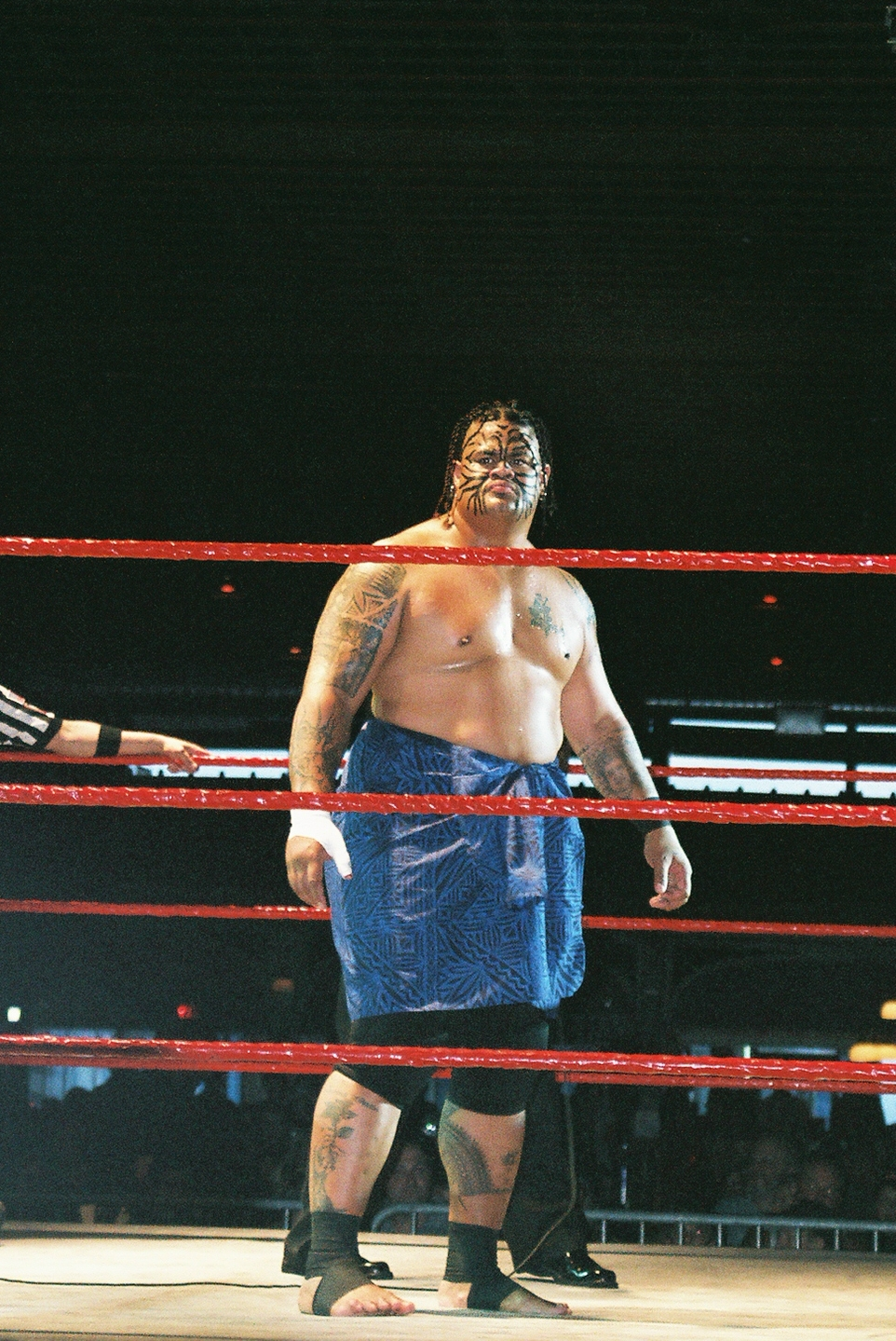
فاتو في راو

قام فاتو بأول ظهور له في «رو» بتاريخ 3 أبريل 2006، وفي هذه الفترة بدل اسمه إلى «أوماجا» Umaga وتعني هذه الكلمة بالغة السموائية «النهاية»، وفي هذا الوقت كان يشبه أوماجا بالمدمر الذي لا يمكن السيطرة عليه حتى مدير أعماله «آرماندو أوسترادا» Armando Alejandro Estrada، وبدأت العداوة بينهما وبين «رك فلير» Ric Flair وفي الأسابيع التالية في «رو» قام أوماجا بهجومات عديدة على رك فلير، حتى تواجها في مهرجان «باك لاش» Backlash.
بدأ عداءه التالي في سمر سلام مع «كين» Kane حيث تواجها بعد شهرين في مباراة «الخاسر يغادر رو» وفاز فيها، ولكن حددت مباراة أخيرة بين «أوماجا» و«كين» في مهرجان «سايبر سندي» Cyber Sunday، وفاز أوماجا بالمواجهة.
طوال هذه الفترة لم يستطع أحد تثبيت «أوماجا» وبعدها طلب أن يكون المتنافس الأول لبطولة WWE أي WWE Championship، وهذا سبب بدء العداء بينه وبين البطل في ذلك الوقت «جون سينا» John Cena على البطولة. نجح سينا بالحفاظ على بطولته في «نيو يير رفلوشن» بعدما ثبت أوماجا وأنهى بذلك رصيد عدم انهزامه. وفي أحد الحلقات من «رو» هاجم أوماجا جون سينا مسببًا له إصابة في طحاله، اضطر جون سينا لخسارته لقبه بدون مباراة وثم واجه أوماجا وأجبر على الاستسلام (الإخضاع) بحركته المشهورة STFU.
في يونيو عاد أوماجا لخوض العداء مع «ماريلا» Marella الذي كان في ذلك الوقت صاحب بطولة القارات، وهزمه أوماغا في 2 يوليو للحصول على البطولة. وبعد فترة وجيزة بدأ مشاركة الفريق مع عدوه السابق جون سينا ضد «كارليتو» Carlito وراندي اورتن، بعد أن فاز أوماجا على «مستر كندي» و«كارليتو» في مباراة ثلاثية بمهرجان «سمر سلام»، تدخل أوماجا في مباراة بين كندي و«جف هاردي» فهاجم الأخير وتركه ملقىً على الحلبة، بعد أسبوع في 3 سبتمبر خسر أوماجا لقب القارات لجف هاردي في مباراة فردية. ولاحقًا في تلك الليلة تشارك أوماجا الفريق مع «كارليتو» في مباراة العائق ضد تربل H الذي ضرب اوماجا عدة ضربات بالمطرقة حتى سبب إصابة له. حددت مباراة بينه وبين تربل H في مهرجان «نو ميرسي» وكانت هذه المباراة على بطولة الـ WWE وخسر فاتو في هذه المباراة. في سلسلة «سرفايفور» اشترك اوماجا مع فريقه «مستر كندي» و«بج دادي في» و«فنلي» ولكن خسر فريقه ضد فريق تربل H. وخلال الطريق إلى «رسل مينيا» الرابعة والعشرون بدأ العداء مع «بتيستا» Batista ولكنه خسر المباراة في «رسل مينيا».

#### «سماك داون» الفترة (2008)
في 23 يونيو 2008 تم نقل اوماجا إلى قسم «سماك داون» كجزء من الحلقة الخاصة "WWE Draft" وفي 2 أغسطس عانى فاتو من إصابة في مرفقه في مباراة ضد «جف هاردي»
و في 23 يونيو 2008 عاد أوماجا للحلبة وفاز في مباراة ضد «جيمي وانغ يانغ» Jimmy Wang Yang، وخسر في مباراة ضد تربل H وذلك بالاستبعاد بعد أن تدخل راندي اورتن و«كودي رودز» و«تد دبياسي» للهجوم على تربل H. وبعد غيبة قصيرة رجع في 1 مايو وهاجم «سي إم بنك» CM Punk عدة مرات مانعًا إياه أن يستخدم حقيبة «موني إن ذ بانك» Money In The Bank لفرصة مباراة على أي لقب يريده. في مهرجان «ججمنت دي» Judgment Day استطاع اوماجا أن يهزم سي إم بنك CM Punk، وفي 22 مايو «سماك داون» تكلم باللغة الإنجليزية لأول مرة وتحدى سي إم بنك إلى مباراة الأربطة Strap Match (انظر أنواع مباريات المصارعة الحرة). خسر اوماجا في هذه المباراة وقام سي ام بنك باستخدام حقيبتة «موني ان ذ بانك» Money In The Bank ليفوز ببطولة العالم للوزن الثقيل من جف هاردي في نفس الليلة. في 8 يونيو 2009 تم تسريح اوماجا من عقده في الشركة.

## وفاته
توفي في بيته في هيوستن تكساس ب سكتة قلبية

## معلومات في المصارعة
- ضربات قاضية ومميزة
  - ـ Reverse piledriver - استخدمت في اليابان
  - ـ Samoan Spike - ضربة سريعة بالإبهام إلى الحنجرة
  - ـ Super Samoan drop
  - ـ (Wild Samoan Splash (Diving splash ـ السقطة الكبيرة
  - ـ Backbreaker rack dropped into a neckbreaker - استخدمت في 2006
  - ـ Diving headbutt ـ ضربة الرأس
  - ـ Giant swing - عادة في عتبات الحلبة أو سور الحماية
  - ـ Nerve hold
  - ـ Reverse STO
  - ـ Running jumping headbutt drop - على رأس الخصم المعلق بالمقلوب في الزاوية
  - ـ Samoan Wrecking Ball - اصطدام المؤخرة بالرأس ويكون الخصم جالسًا في الزاوية
  - ـ Samoan drop - أحيانًا بعد رمية في الهواء والتقاط
  - ـ Savate kick
  - ـ Spinning wheel kick ـ ركلة الكعب الدورانية
  - ـ Swinging side slam
  - ـ Turnbuckle powerbomb
  - ـ Two–handed chokelift
- مـدراء أعــمــال
  - «إريك بشوف» Eric Bischoff
  - «ريكو» Rico
  - «شين مكمان» Shane McMahon
  - فنس مكمان

## بطولاته وإنجازاته

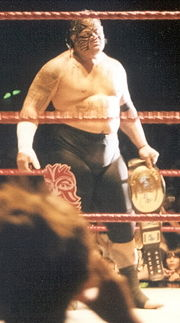
فاتو بطل القارات

- شركة اليابان للمصارعة All Japan Pro Wrestling
  - بطولة AJPW للفرق الموحدة (مرة واحد) - مع «تايواي كي» Taiyō Kea
  - أقوى فريق بالتبادل (2004) مع «تايواي كي»
- شركة Frontier Martial-Arts Wrestling / World Entertainment Wrestling
  - بطولة الفرق الدموية (مرة واحدة) - مع «مات أناوي» Matt Anoa'i
- شركة Hawai'i Championship Wrestling
  - بطولة الفرق (مرة واحدة) - مع تايواي كي
- شركة Heartland Wrestling Association
  - بطولة الفرق (مرة واحدة) - مع «كيمو» Kimo
- شركة Memphis Championship Wrestling
  - بطولة الفرق (3 مرات) - مع «كيمو»
- شركة Pro Wrestling Illustrated
  - عُلم الرقم #22 من أفضل 500 مصارع (2007)
- شركة World Wrestling Entertainment
  - بطولة WWE (مرتان)
- شركة Wrestling Observer Newsletter awards
  - أسوأ فريق في السنة (2002) - مع «روزي» Rosey

## وصلات خارجية
- أوماجا على موقع IMDb (الإنجليزية)
- أوماجا على موقع دبليو دبليو إي (الإنجليزية)
- أوماجا على موقع WrestlingData.com (الإنجليزية)
- أوماجا على موقع CageMatch worker (الإنجليزية)
- أوماجا على موقع قاعدة بيانات المصارعة على الإنترنت (الإنجليزية)
- أوماجا على موقع عالم المصارعة على الإنترنت (الإنجليزية)
- أوماجا على موقع عالم المصارعة على الإنترنت (الإنجليزية)
- الملف الشخصي في موقع WWE الرسمي
- الملف الشخصي في موقع أون لاين رسلينع
- الملف الشخصي في قاعدة بيانات الأفلام
- إيدي فاتو في موقع TV.com